# Odontonema ampelocaule
Odontonema ampelocaule är en akantusväxtart som beskrevs av Emery Clarence Leonard. Odontonema ampelocaule ingår i släktet Odontonema och familjen akantusväxter. Inga underarter finns listade i Catalogue of Life.